# Haustorium

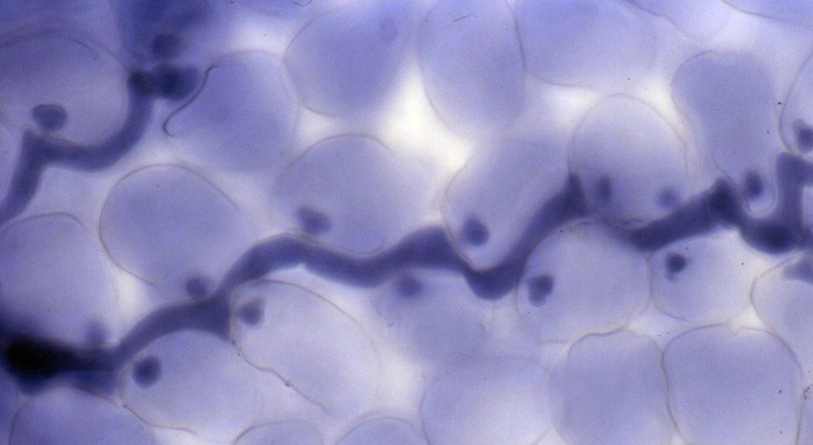
Hyaloperonospora parasitica: Hyphen und Haustorien

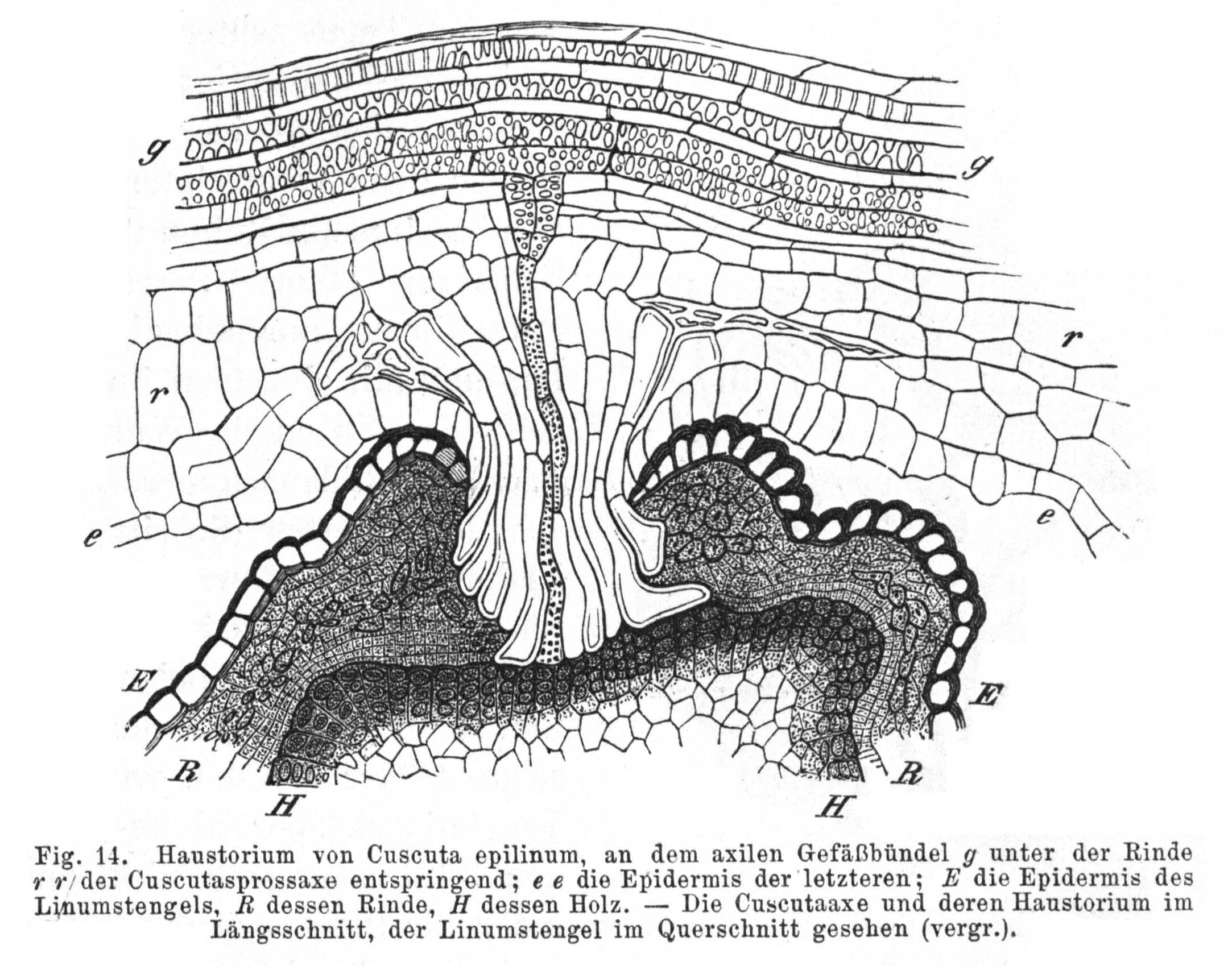
Haustorium des Flachs-Teufelszwirns (Cuscuta epilinum)

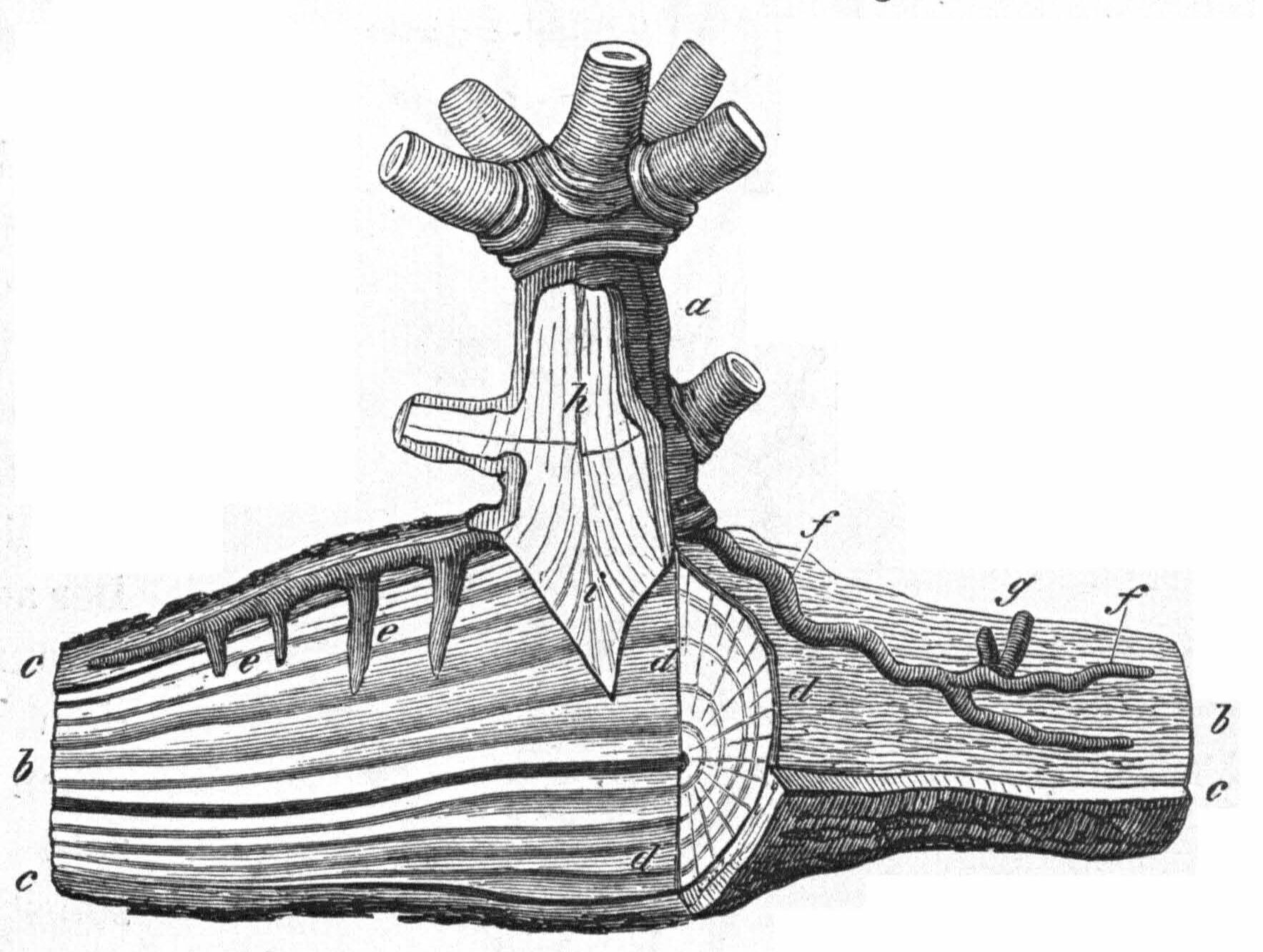
Haustorium der Weißen Mistel (Viscum album)

Ein Haustorium (Plural Haustorien) ist ein Saugorgan zur Nährstoffaufnahme, mit dem eine Pflanze oder ein Pilz Stoffe wie Wasser oder Nährstoffe von einem anderen Teil des eigenen Individuums oder von einem fremden Organismus aufnimmt. Haustorien sind von äußerst unterschiedlicher Art:
- Parasitische Samenpflanzen dringen mit Haustorien in die Wirtspflanze ein und nehmen Kontakt zu deren Leitbündeln auf.
- Bei Pilzen, besonders bei den flechtenbildenden, können einzelne Hyphen als Haustorien ausgebildet sein. Bei den Flechten legen sich die Pilzhaustorien eng an die Algenzellen (Appressorium) oder dringen etwas in sie ein. Parasitische Pilze dringen mit den Haustorien in Wirtszellen ein.
- Bei den Moosen wird der Fuß des Sporogons Haustorium genannt. Mit ihm sitzt das Sporogon im Gametophyten und nimmt von diesem Nährstoffe auf.
- Der Embryo der Farnpflanzen bildet ebenfalls einen Fuß, Haustorium genannt, aus, mit dem er im Prothallium steckt.
- Auch in der Embryologie der Bedecktsamer gibt es Haustorienbildungen, die aus Teilen des Embryosackes, des Embryos oder dem Endosperm gebildet werden. Das Keimblatt (Scutellum) der Grasfrüchte (Karyopsen) z. B. ist als Saugorgan ausgebildet, es vermittelt Nährstoffe aus dem Endosperm an den Keimling.

## Haustorium parasitischer Blütenpflanzen
Die meisten parasitischen Blütenpflanzen haben ihre Wurzeln zu Haustorien umgebildet, etwa die Mistel. Einige wenige bilden ihre Haustorien aus Sprossgewebe, wie die Teufelszwirne (Cuscuta).
Die Haustorien dringen in das Gewebe der Wirtspflanze ein, wo sie den Kontakt zum Leitbündel suchen. Es werden sowohl Xylem wie auch Phloem angezapft. Der Stoffaustausch mit dem Phloem dürfte zumindest teilweise über Plasmodesmen, also symplastisch erfolgen. Die Misteln stellen den Gewebekontakt durch ein Adhäsionsepithel her. Dessen Zellen ähneln Sekrethaaren. Bei den Teufelszwirnen umgreifen die Haustorien die Siebröhren der Wirtspflanze fingerförmig.